# Portia (Arkansas)
Portia é uma cidade  localizada no estado americano de Arkansas, no Condado de Lawrence.

## Demografia
Segundo o censo americano de 2000, a sua população era de 483 habitantes.
Em 2006, foi estimada uma população de 449, um decréscimo de 34 (-7.0%).

## Geografia
De acordo com o United States Census Bureau, a localidade tem uma área de 3,3 km², sem área coberta por água.

## Localidades na vizinhança
O diagrama seguinte representa as localidades num raio de 16 km ao redor de Portia.